# سانتا کریستینا د آرو
سانتا کریستینا د آرو (به اسپانیایی: Santa Cristina d'Aro) یک شهرستان در اسپانیا است که در استان خرنا واقع شده‌است.

## خصوصیات
سانتا کریستینا د آرو ۶۷٫۵۸ کیلومترمربع مساحت و ۵٬۰۱۷ نفر جمعیت دارد و ۳۰ متر بالاتر از سطح دریا واقع شده‌است.